# Nackhäll

Nackhäll är ett torp i Julita socken, Katrineholms kommun.
Nackhäll ligger vid Hjälmaren och har lytt under Julita gård. Torpet finns upptaget på 1670-talets sockenkarta. Bebyggelsen vid torpet, som är ålderdomlig, i stilen härrör huvudsakligen från 1800-talet. Manbyggnaden som är en förlängd enkelstuga uppfördes 1865, kring samma gårdsplan ligger två höga timrade bodar. På andra sidan vägen ligger fägården med fyra hus, av vilka två har äldre vasstak under det nuvarande tegeltaket. Söder därom ligger en torkbastu med bevarad lave och ugn. Vid båtviken intill torpet finns några bodar. Gården arrenderas fortfarande av en yrkesfiskare.